# Julius Curtius
Julius Curtius (ur. 7 lutego 1877 w Duisburgu, zm. 10 listopada 1948 w Heidelbergu) – niemiecki polityk, z zawodu adwokat. W latach 1926–1929 był ministrem gospodarki, a w latach 1929–1931 ministrem spraw zagranicznych Niemiec.

## Biografia

### Wykształcenie i początek działalności politycznej
Studiował prawo w Kilonii, Strasburgu i Bonn, a doktorat obronił w Berlinie. Po ukończeniu studiów został prawnikiem w Duisburgu. W 1911 roku przeprowadził się do Heidelbergu. Brał udział w I wojnie światowej. Został odznaczony Krzyżem Żelaznym I i II klasy. Do 1921 pełnił funkcję radnego miejskiego, jednocześnie kontynuując działalność prawniczą. Był członkiem Niemieckiej Partii Ludowej (Deutsche Volkspartei, DVP). W latach 1920–1932 zasiadał w Reichstagu z ramienia DVP. 20 stycznia 1926 roku został ministrem gospodarki.

### Minister spraw zagranicznych
Po śmierci ministra spraw zagranicznych Gustava Stresemanna 3 października 1929 roku Curtius zajął jego miejsce. Oficjalnie objął urząd 11 listopada 1929 roku. Kontynuował politykę Stresemanna: nalegał na ponowne dostosowanie reparacji wojennych wobec pogarszającej się sytuacji gospodarczej Niemiec i remilitaryzację Nadrenii. Z drugiej strony, w przeciwieństwie do Stresemanna, uchodził za nieprzewidywalnego polityka. Przed objęciem urzędu Curtius podjął decyzję o potrzebie intensyfikacji polityki w kierunku południowo-wschodnim (m.in. w Austrii) i wschodnim (m.in. nawiązaniem współpracy gospodarczej z Związkiem Socjalistycznych Republik Radzieckich.
Curtius przyczynił się do przyjęcia Planu Younga.
W czerwcu 1931 wraz z kanclerzem Niemiec Heinrichem Brüningiem rozmawiał z premierem Wielkiej Brytanii Ramsayem MacDonaldem w sprawie udzielenia pomocy gospodarczej Niemcom. Politykom udało się wydać wspólny komunikat o konieczności międzynarodowej współpracy w tej kwestii, ponieważ pogarszała się sytuacja polityczno-gospodarcza Niemiec.
Jego poparcie dla nowego porozumienia reparacyjnego spotkało się z krytyką ze strony niemieckich partii prawicowych. Próbował stworzyć austro-niemiecką unię celną. Projekt umowy gospodarczej upadł z powodu sprzeciwu Ligi Narodów. 3 października 1931 pod naciskiem opozycji ustąpił ze stanowiska.

### Dalsza działalność
Po rezygnacji z urzędu kontynuował działalność prawniczą. Po zniszczeniu domu w Berlinie i uwłaszczeniu majątku w Meklemburgii w 1946 roku osiadł w Heidelbergu, gdzie mieszkał do końca życia.